# Dirndl

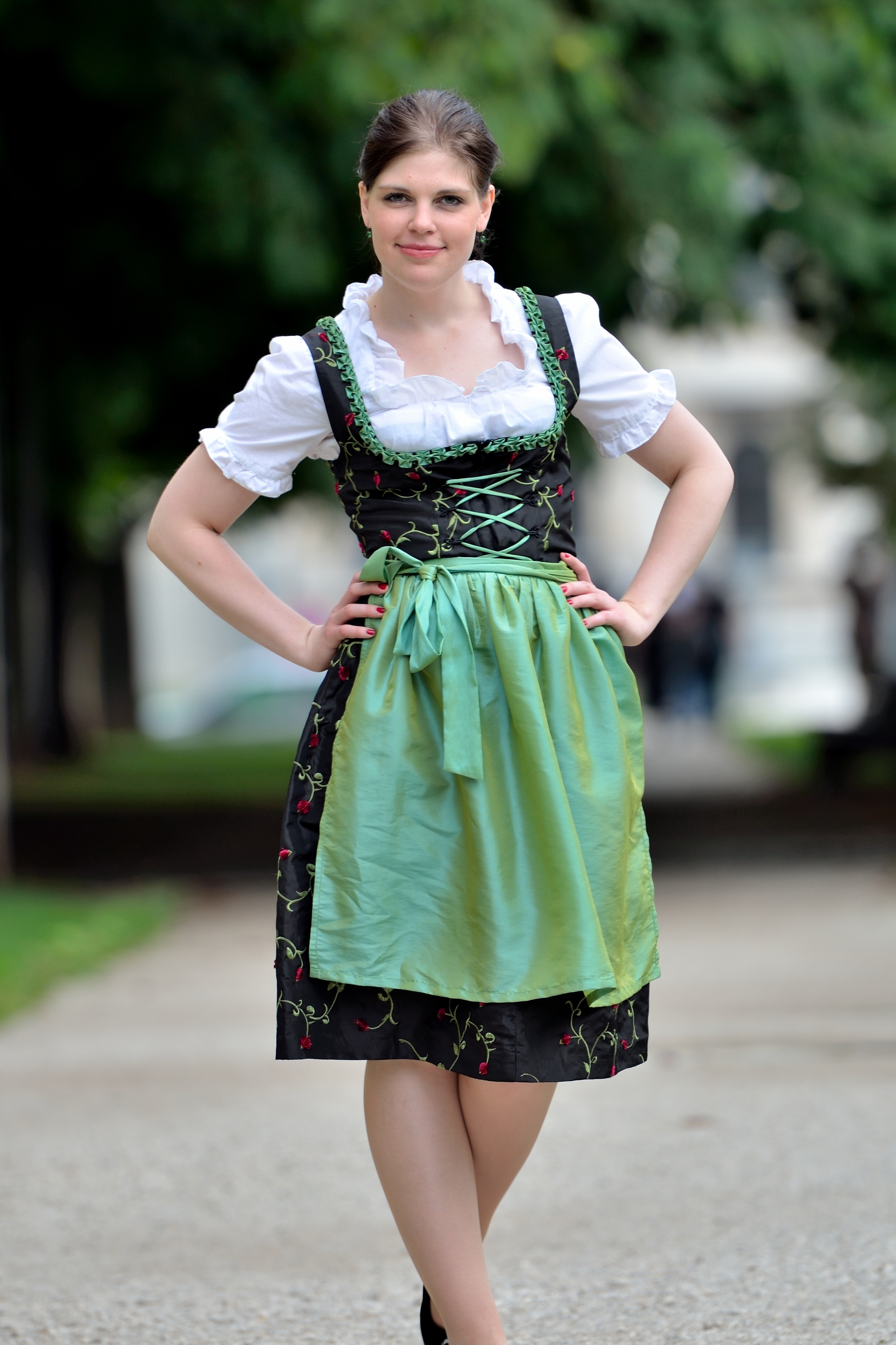
Młoda dziewczyna ubrana w dirndl.

Dirndl – tradycyjny kobiecy strój ludowy, noszony w południowych Niemczech i Austrii, oparty na historycznym ubiorze chłopów zamieszkujących Alpy.

## Opis
Dirndl składa się z gorsetu, bluzki, spódnicy i fartucha. Wbrew pozorom wyglądający na prosty i zwyczajny ubiór, dzisiejszy dirndl może być bardzo drogi. W dialektach z południowych Niemiec np. w bawarskim, termin 'dirndl' odnosi się do ubrania, jak i do młodej dziewczyny.
Zimowy dirndl jest ciężki, zrobiony z ciepłych materiałów o ciemnym zabarwieniu. Dirndl noszony w lato jest lekki i jasny, o żywym zabarwieniu.
Dodatkami do tego ubioru mogą być różnego rodzaju ozdoby, jak i paski, kapelusze oraz rękawiczki.
Węzeł na fartuchu może oznaczać status osoby. Gdy jest zawiązany po lewej stronie, nosząca go dziewczyna jest panną. Z prawej noszony jest przez mężatki, a z tyłu przez wdowy.

## Historia
Dirndl był prostym strojem ludowym, noszonym niegdyś przez służące lub zwyczajnie przez pracujące kobiety. Początkowo każda wioska miała własny styl, krój. W latach 70, XIX wieku dirndl był bardzo modnym ubiorem.

## Używanie
Dirndl dzisiaj jest noszony w Bawarii i Austrii na specjalne okazje i wydarzenia, podobnie jak kilt u Szkotów. Dziewczyny ubrane w ten strój zobaczyć można między innymi na popularnym festiwalu Oktoberfest w Monachium.
Dirndl noszony jest także przez przewodniczki wycieczek, kelnerki i piosenkarki związane z muzyką ludową.